# 越南電影

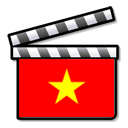

越南電影，指越南拍攝的電影。越南的電影事業始於1920年代，深受其國內1940年代至1970年代的戰爭的影響。知名的越南電影包括：三輪車夫（越南语：／）、青木瓜之味（越南语：／）、夏至（越南语：／），其皆為曾在法國學習的越僑陳英雄所導演的作品。近年來，隨著越南電影事業的開放和現代化，政府主導的宣傳性質的電影逐漸被淡化，當代越南電影製作人獲得了更多的觀眾，一些較受歡迎的電影包括：牧童（越南语：／）、穿白絲綢的女人（越南语：／）、替屍鬼（越南语：／）等。